# Карклин, Николай
Николай Карклин (эст. Nikolai Karklin, 17 декабря 1911, Тамсалу, Ляэне-Вирумаа — 21 августа 1999, Монреаль, Квебек) — эстонский борец греко-римского стиля, призёр чемпионата Европы.

## Биография
Родился в 1911 году в Тамсалу. В 1938 году стал серебряным призёром чемпионата Европы.